# Nordansjö naturreservat
Nordansjö naturreservat är ett naturreservat i Heby kommun i Uppsala län.
Området är naturskyddat sedan 2006 och är 77 hektar stort. Reservatet omfattar mark kring en övergiven fäbod och består av ängar, barrskog och myrmarker.